# Peltacanthina pectoralis
Peltacanthina pectoralis är en tvåvingeart som först beskrevs av Friedrich Hermann Loew 1852.  Peltacanthina pectoralis ingår i släktet Peltacanthina och familjen bredmunsflugor. Inga underarter finns listade i Catalogue of Life.